# ۸۳۴ (میلادی)
۸۳۴ (میلادی) هشتصد و بسی و چهارمین سال تقویم میلادی است.

## درگذشتگان
‎